# Pantalla tàctil
Una pantalla tàctil (touchscreen, en anglès) és una pantalla que mitjançant un contacte directe sobre la seva superfície permet l'entrada de dades i ordres al dispositiu. També actua com a perifèric de sortida, i mostra els resultats introduïts prèviament. Aquest contacte també es pot realitzar amb llapis o altres eines similars. Actualment hi ha pantalles tàctils que poden instal·lar-se sobre una pantalla normal. Així doncs, la pantalla tàctil pot actuar com a perifèric d'entrada o perifèric de sortida de dades, com també com a emulador de dades interins errònies perquè no es toquen efectivament.
Les pantalles tàctils s'han anat fent populars des de la invenció de la interfície electrònica tàctil el 1971 pel Dr Samuel C. Hurst. Han arribat a ser comuns en TPV,caixers automàtics i la les DA,on se sol utilitzar un estilet per manipular la interfície gràfica de l'usuari i per introduir-hi dades. La popularitat dels telèfons intel·ligents, les PDA, les consoles de joc portàtils i també els navegadors d'automòbils GPS estan generant la demanda i l'acceptació de les pantalles tàctils.
L'HP-150 va ser, el 1983, un dels primers ordinadors comercials del món que disposava de pantalla tàctil. En realitat no tenia una pantalla tàctil en el sentit pròpiament dit, sinó una pantalla de tub Sony de 9 polzades envoltada de transmissors i receptors infrarojos que detectaven la posició de qualsevol objecte no transparent sobre la pantalla.
Les pantalles tàctils d'última generació consisteixen en un vidre transparent on se situa una làmina que permet l'usuari interaccionar directament sobre aquesta superfície, utilitzant un projector per llançar la imatge sobre la pantalla de vidre.
Les pantalles tàctils són populars en la indústria pesant i en altres situacions, tals com exposicions de museus en què els teclats i els ratolins no permeten una interacció satisfactòria, intuïtiva, ràpida, o exacta de l'usuari amb el contingut de l'exposició.
Actualment, el seu funcionament és molt extens i abasta molts fronts de la vida quotidiana, com per exemple s'utilitzen en telèfons mòbils, en ordinadors, en moltes pantalles en les indústries, ja sigui en locals comercials o en la mateixa fàbrica, sense necessitar cap altre dispositiu d'entrada de dades.

## Història
L'any 1971, el primer sensor de contacte va ser desenvolupat pel doctor Sam Hurst (fundador de Elographics), mentre era instructor a la Universitat de Kentucky. Aquest sensor, anomenat Elograph, va ser patentat per la Universitat de Kentucky, la Fundació d'Investigació. L'Elograph no era transparent com pantalles de toc modern, però va ser una fita important en la tecnologia de pantalla tàctil. El 1974 la primera pantalla tàctil, veritable incorporació d'una superfície transparent, va ser desenvolupada per Sam Hurst i Elographics. El 1977 Elographics va desenvolupar i patentat de cinc cables de tecnologia resistiva. Les pantalles tàctils van tenir visibilitat amb la invenció de la terminal d'aprenentatge assistit per ordinador, que va sortir el 1975 com a part del projecte PLAT. Les pantalles tàctils s'han quedat en l'àmbit familiar de la vida quotidiana. Les empreses utilitzen les pantalles tàctils per als sistemes de quiosc en entorns minoristes i de turisme, sistemes de punt de venda, caixers automàtics i PDA. La popularitat dels telèfons intel·ligents, PDA, consoles de jocs portàtils i molts tipus de dispositius d'informació estan impulsant la demanda i l'acceptació de les pantalles tàctils.
Des del 1979 fins al 1985, el Fairlight CMI (i Fairlight CMI IIx) va ser una mostra musical d'alt nivell i estació de treball de resíntesi que utilitza tecnologia de llapis de llum, amb la qual l'usuari pot assignar i manipular dades d'exemple i síntesi, així com l'accés a diferents menús dins del seu sistema operatiu en tocar la pantalla amb el llapis òptic. La tarda Fairlight models de la sèrie III utilitza una tauleta gràfica en lloc del llapis òptic.
L'HP-150 de 1983 va ser una de les primeres computadores amb pantalla tàctil comercials del món. No tenia una pantalla tàctil en el sentit estricte, sinó que tenia un 9 "Sony tub de raigs catòdics (CRT), envoltada de transmissors i receptors d'infrarojos, que detecten la posició de qualsevol objecte no transparent sobre la pantalla.
Fins fa poc, la majoria de les pantalles tàctils dels consumidors només podien sentir un punt de contacte a la vegada, i pocs han tingut la capacitat de sentir el dur que un està tocant. Això està començant a canviar amb la comercialització de la tecnologia multi-touch.
Les pantalles tàctils són populars en l'hospitalitat i en la indústria pesant, així com als quioscos, com a mostra del museu o d'automatització de sala, on els sistemes de teclat i el ratolí no permeten una adequada interacció intuïtiva, ràpida, exacta o per l'usuari amb el contingut de la pantalla.
Històricament, el sensor de pantalla tàctil i el firmware d'acompanyament basat en controladors han estat posats a disposició per una àmplia gamma d'integradors de sistemes en el mercat secundari, i no per l'exhibició, el xip, o fabricants de plaques base. Fabricants de la pantalla i els fabricants de xips a tot el món han reconegut la tendència cap a l'acceptació de les pantalles tàctils com un component d'interfície d'usuari altament desitjable i han començat a integrar la funcionalitat de pantalla tàctil en el disseny fonamental dels seus productes.

## Tecnologies
Hi ha diferents tecnologies d'implementació de les pantalles tàctils:

### Capacitiva
Una pantalla tàctil capacitiva està coberta amb un material, habitualment òxid d'indi i estany, que condueix un corrent elèctric contínua a través del sensor. El sensor, per tant, mostra un camp d'electrons controlat amb precisió tant en l'eix vertical com en l'horitzontal, és a dir, adquireix capacitància. El cos humà també es pot considerar un dispositiu elèctric en l'interior del qual hi ha electrons, pel que també disposa de capacitància. Quan el camp de capacitància normal del sensor (el seu estat de referència) és alterat per un altre camp de capacitància, com pot ser el dit d'una persona, els circuits electrònics situats en cada cantó de la pantalla mesuren el resultat de la "distorsió" en l'ona sinusoidal característica del camp de referència, i envien la informació sobre aquest esdeveniment al controlador, per al seu processament matemàtic. Els sensors capacitius han de ser tocats amb un dispositiu conductiu en contacte directe amb la mà o amb un dit, al contrari que les pantalles resistives o d'ona superficial en les quals es pot utilitzar qualsevol objecte. Les pantalles tàctils capacitives no es veuen afectades per elements externs i tenen una alta claredat, però el seu complex processat del senyal fa que el seu cost sigui elevat. El major avantatge que presenten sobre les pantalles resistives és la seva alta sensibilitat i qualitat.

#### Capacitat projectada
La capacitat projectada tàctil (PCT) és una tecnologia capacitiva que permet un funcionament més precís i flexible, per gravat de la capa conductora. Una xarxa X-Y es forma ja sigui pel gravat d'una sola capa per formar un patró de quadrícula o graella d'elèctrodes, o pel gravat de dues capes separades i perpendiculars de material conductor amb línies paral·leles o pistes per formar la xarxa (semblant a la graella de píxels que es troba en moltes LCD).

### Resistiva
Una pantalla tàctil resistiva està formada per diverses capes. Les més importants són dues fines capes de material conductor entre les quals hi ha una petita separació. Quan algun objecte toca la superfície de la capa exterior, les dues capes conductores entren en contacte en un punt concret. D'aquesta manera es produeix un canvi de corrent elèctric que permet a un controlador calcular la posició en el punt en què s'ha tocat la pantalla mesurant la resistència. Algunes pantalles poden mesurar a part les coordenades del contacte i la pressió que s'hi ha exercit.
Les pantalles tàctils resistives són, per norma general, més assequibles, però tenen una pèrdua d'aproximadament el 25% de brillantor degut a les múltiples capes necessàries. Un altre dels inconvenients és que poden fer-se malbé per culpa d'objectes esmolats. Per contra, no es veuen afectades per elements externs com ara la pols o l'aigua, i per aquesta raó van ser el tipus de pantalla més utilitzat durant molt de temps fins ser desplaçat pel sistema capacitius dels "phablets".

### Ona acústica superficial
La tecnologia d'ona acústica superficial (denotada sovint per les sigles SAW, de l'anglès Surface Acoustic Wave) utilitza ones d'ultrasons que es transmeten sobre la pantalla tàctil. Quan la pantalla és tocada, una part de l'ona és absorbida. Aquest canvi en les ones d'ultrasons permet registrar la posició en la qual s'ha tocat la pantalla i enviar-la al controlador perquè pugui processar-la.
El funcionament d'aquestes pantalles pot veure's afectat per elements externs. La presència de contaminants sobre la superfície també pot interferir amb el funcionament de la pantalla tàctil.

### Infraroig
Les pantalles tàctils per infraroigs consisteixen en una matriu de sensors i emissors infraroigs horitzontals i verticals. A cada eix els receptors estan al costat oposat als emissors de manera que en tocar amb un objecte la pantalla és interrompuda per un feix infraroig vertical i un altre horitzontal, i d'aquesta manera permeten localitzar la posició exacta en què es va fer el contacte. Aquest tipus de pantalles són molt resistents, ja que són utilitzades en moltes de les aplicacions militars que exigeixen una pantalla tàctil.
Aquest sistema té l'avantatge de la simplicitat i de no enfosquir la pantalla, però tenen desavantatges clars: són cares i voluminoses, molt sensibles a la brutícia, i poden detectar fàcilment falses pulsacions.

### Galgues extensomètriques
Quan s'utilitzen galgues extensomètriques la pantalla té una estructura elàstica, de manera que es poden utilitzar galgues extensomètriques per determinar la posició en què ha estat tocada a partir de les deformacions produïdes en aquesta. Aquesta tecnologia també pot mesurar l'eix Z o la pressió exercida sobre la pantalla. Es fan servir habitualment en sistemes que es troben exposats al públic com màquines de venda d'entrades, a causa, sobretot, de la seva resistència al vandalisme.

### Imatge òptica
És un desenvolupament relativament modern en la tecnologia de pantalles tàctils, dos o més sensors són situats al voltant de la pantalla, habitualment en els cantons. Emissors d'infrarojos són situats en el camp de vista de la càmera en els altres costats de la pantalla. Un toc a la pantalla mostra una ombra de manera que cada parell de càmeres pot triangularizarla per localitzar el punt de contacte. Aquesta tecnologia està guanyant popularitat degut a la seva escalabilitat, versatilitat i assequibilitat, especialment per a pantalles de grans dimensions.

### Tecnologia de senyal dispersa
Introduïda l'any 2002, aquest sistema utilitza sensors per detectar l'energia mecànica produïda a la plataforma a causa d'un toc. Uns algoritmes complexos s'encarreguen d'interpretar aquesta informació per obtenir el punt exacte del contacte. Aquesta tecnologia és molt resistent a la pols i altres elements externs, inclosos ratllades. Com que no hi ha necessitat d'elements addicionals a la pantalla també proporciona uns excel·lents nivells de claredat. D'altra banda, com que el contacte és detectat per mitjà de vibracions mecàniques, qualsevol objecte pot ser utilitzat per detectar aquests esdeveniments, incloent-hi el dit o les ungles. Un efecte lateral negatiu d'aquesta tecnologia és que, després del contacte inicial, el sistema no és capaç de detectar un dit o un objecte que es trobi aturat pitjant la pantalla.

### Reconeixement d'impuls acústic
Introduïda l'any 2006, aquests sistemes s'utilitzen quatre transductors piezoelèctrics situats a cada costat de la pantalla per convertir l'energia mecànica del contacte en un senyal electrònic. Aquest senyal és posteriorment convertit en una ona de so, la qual és comparada amb el perfil de so preexistent per a cada posició a la pantalla. Aquest sistema té l'avantatge que no necessita cap malla de cables sobre la pantalla i que la pantalla tàctil és, de fet, de vidre, i proporciona l'òptica i la durabilitat del cristall amb què està fabricada. També presenta els avantatges de funcionar amb rascades i pols sobre la pantalla, de tenir uns alts nivells de precisió i que no necessita cap objecte especial per la seva utilització. La tecnologia va ser creada per SoundTouch Ltd a principis de la dècada de 2000, com es descriu a la família de patents EP1852772, i va ser introduïda al mercat per la divisió Elo de Tyco International en 2006 com Acoustic Pulse Recognition.

### Ona de superfície
La tecnologia d'ona de superfície utilitza ones ultrasòniques que passen sobre el plafó on hi ha la pantalla de contacte. Quan el plafó es toca, s'absorbeix una porció de l'ona. Aquest canvi a les ones ultrasòniques percep la posició de l'esdeveniment de tacte i envia aquesta informació al directori per processar. Els plafons de pantalla tàctil d'ona de superfície són els més avançats, però els elements externs els poden fer malbé.

## Especificacions HID
Les pantalles tàctils es troben definides dins de l'especificació de dispositius HID per port USB com digitalitzadors, juntament amb dispositius com ara touchpadtiauletes digitalitzadores e,ntre d'altres. Les pantalles tàctils s'identifiquen amb els'age ID04.
L'especificació inclou els camps utilitzats per al maneig d'aquest tipus de dispositius. Alguns dels més interessants per al maneig de les pantalles tàctils són els següents: 
- Tip Pressur: representa la força per un transductor, habitualment un estil o també un dit.
- Barrel Pressure: força que fa l'usuari en el sensor del transductor, com per exemple un botó sensible a la pressió en el punter de maneig.
- In Range: indica que el transductor es troba en l'àrea on la digitalització és possible. Es representa per un bit.
- Touch: indica si un dit està tocant la pantalla. El sistema el sol interpretar com un clic de botó primari.
- Untouched: indica que el dit ha perdut contacte amb la superfície de la pantalla. S'interpreta com l'acció de deixar anar el botó primari.
- Tap: indica que s'ha fet un toc amb el dit a la pantalla i s'ha aixecat ràpidament sense perllongar el contacte. S'interpreta com un esdeveniment provocat per un botó.

## Sistemes operatius i programari
Hi ha una gran varietat de programari dirigit al maneig de màquines amb pantalles tàctils i que pot executar en els principals sistemes operatius com són Linux, MacOS i Windows. En aquests dos últims casos hi ha versions especials adaptades per al seu ús en dispositius Tablet PC, ModBook, en el cas d'Apple, i Windows XP Tablet PC Edition En el cas de Microsoft, existeix així mateix un programari específic per a aquestes versions.
En un altre tipus de dispositius com els telèfons amb pantalla tàctil també hi ha sistemes operatius com Palm OS, Windows Phone, Android o Symbian OS.
Pel que fa al programari específic per a pantalles tàctils, igual que en el cas d'altres dispositius similars com les tauletes digitalitzadores, destaquen els programes de reconeixement d'escriptura manual com Inkwell a Apple Macintosh. En el cas de Windows XP Tablet PC Edition, el mateix sistema operatiu inclou reconeixement d'escriptura. També són habituals els programes de dibuix, com per exemple Corel Painter, que poden fins i tot reconèixer la força amb la que s'està fent clic sobre la pantalla o la inclinació de l'objecte amb el qual s'està tocant.

## Desenvolupament i utilització
La gran majoria de les tecnologies de pantalla tàctil més significatives van ser patentades durant les dècades dels 1970 i els 1980, i actualment han expirat. Aquest fet ha permès que des d'aleshores els dissenys de productes i components que utilitzen aquestes tecnologies no estiguin subjectes a royaltys, cosa que ha permès que els dispositius tàctils s'hagin estès més fàcilment.
Amb la creixent acceptació de multitud de productes amb una pantalla tàctil integrada, el cost marginal d'aquesta tecnologia ha estat rutinàriament absorbit en els productes que les incorporen fent que pràcticament desaparegui. Com passa habitualment amb qualsevol tecnologia, el maquinari i el programari associat a les pantalles tàctils ha arribat a un punt de maduresa suficient després de més de tres dècades de desenvolupament, la qual cosa li ha permès que actualment tinguin grau molt alt de fiabilitat. Com a tal, les pantalles tàctils poden trobar-se en l'actualitat en avions, automòbils, consoles, sistemes de control de maquinària i dispositius de mà de qualsevol tipus. Les pantalles tàctils són de maneig fàcil i còmode. Aquestes pantalles són un avanç més de la tecnologia i posteriorment les pantalles hologràfiques seran les que possiblement estiguin reemplaçant aquest tipus de pantalles.
La pantalla tàctil, de moment, majoritàriament la fan servir els telèfons mòbils, com per exemple l'IPhone. També hi ha mòbils que funcionen amb tecles i pantalla tàctil.
Un consorci entre la Universitat de Toronto, Microsoft i Mitsubishi per aconseguir la fabricació de pantalles tàctils del futur. La novetat del concepte és que la pantalla es manipula amb els dits situats a la part posterior, on la seva imatge queda reflectida a la pantalla, i això permetrà una manipulació molt més ergonòmica.